# Esmery Martínez
Pour les articles homonymes, voir Martinez.
Esmery Martínez, née le 1er mai 2000, est une joueuse dominicaine de basket-ball. Elle évolue au poste d'ailière forte.

## Biographie

### Carrière en club
Esmery Martínez a jouée en NCAA pour les universités de virginie-occidentale de 2018 à 2021 puis celle de l'arizona de 2021 à 2024.
Drafté en 17ème position par New York elle n'est malheureusement pas conservée par le club. Elle est libérée en mai 2024.
Elle s'est engagé en 2024 en faveur des Flammes Carolo, elle rate les quatre premiers matchs de la saison en raison de problème de visa.

### Sélection nationale
Elle a participé à plusieurs compétitions internationales comme les jeux panaméricains en 2023 ou le championnat des amériques.
Avec sa sélection, elle dispute le championnat d’Amérique centrale et des Caraïbes. Les dominicaines sont battues en finale par Porto Rico (95-81) .

## Palmarès

### Équipe nationale
- Championnat d’Amérique centrale et des Caraïbes : 2024